# Aeroportul Comanche County-City
Aeroportul Comanche County-City (IATA: MKN, ICAO: KMKN, FAA LID: MKN) este un aeroport din Texas, Statele Unite ale Americii ce deservește zona Comanche⁠(d). A fost numit după zona deservită.
Situat la o altitudine de 422 m, aeroportul dispune de 1 pistă.

## Infrastructură

### Piste
Aeroportul dispune de o singură pistă. Pista 17/35 are suprafața de asfalt și dimensiunile 4.497 picioare × 75 picioare. 